# Blonay – Saint-Légier
Blonay – Saint-Légier är en kommun i distriktet Riviera-Pays-d'Enhaut i kantonen Vaud, Schweiz. Kommunen skapades den 1 januari 2022 genom sammanslagningen av de tidigare kommunerna Blonay och Saint-Légier-La Chiésaz. Blonay – Saint-Légier har 12 343 invånare (2023).